# Safari Rally 1977
De Safari Rally 1977, officieel 25th Safari Rally, was de 25ste editie van de Safari Rally en de vierde ronde van het Wereldkampioenschap Rally in 1977. Het was de 45ste rally van het FIA Wereldkampioenschap Rally.

## Resultaten en rangschikking
| Top tien klassement | Top tien klassement | Top tien klassement                | Top tien klassement                        | Top tien klassement | Top tien klassement | Top tien klassement | Top tien klassement |
| Pos                 | Nr                  | Rijder Navigator                   | Auto Inschrijving                          | Gr                  | Tijd*               | Verschil            | Punten              |
| ------------------- | ------------------- | ---------------------------------- | ------------------------------------------ | ------------------- | ------------------- | ------------------- | ------------------- |
| 1                   | 1                   | Björn Waldegård Hans Thorszelius   | Ford Escort RS1800 Ford Motor Company Ltd. | 4                   | 11:05.00            | 0.00                | -                   |
| 2                   | 17                  | Rauno Aaltonen Lofty Drews         | Datsun 160J Rauno Aaltonen                 | 4                   | 11:40.00            | + 0:35              | -                   |
| 3                   | 7                   | Sandro Munari Piero Sodano         | Lancia Stratos HF Alitalia Lancia          | 4                   | 13:14.00            | + 2:09              | -                   |
| 4                   | 3                   | Andrew Cowan Paul White            | Mitsubishi Colt Lancer Andrew Cowan        | 4                   | 13:16.00            | + 2:11              | -                   |
| 5                   | 10                  | Joginder Singh David Doig          | Mitsubishi Colt Lancer Joginder Singh      | 4                   | 14:12.00            | + 3:07              | -                   |
| 6                   | 20                  | Davinder Singh Chris Bates         | Mitsubishi Colt Lancer Davinder Singh      | 4                   | 14:34.00            | + 3:29              | -                   |
| 7                   | 16                  | Bert Shankland Brian Barton        | Peugeot 504 Bert Shankland                 | 4                   | 17:30.00            | + 6:25              | -                   |
| 8                   | 15                  | Zully Remtulla Nizar Jivani        | Datsun 160J Zully Remtulla                 | 4                   | 18:16.00            | + 7:11              | -                   |
| 9                   | 21                  | Rob Collinge Anton Levitan         | Datsun 160J Rob Collinge                   | 4                   | 20:32.00            | + 9:27              | -                   |
| 10                  | 27                  | Kenjiro Shinozuka Quentin Thompson | Mitsubishi Colt Lancer Kenjiro Shinozuka   | 4                   | 27:40.00            | + 16:35             | -                   |
| Niet aan de finish  |                     |                                    |                                            |                     |                     |                     |                     |
| Pos                 | Nr                  | Rijder Navigator                   | Auto Inschrijving                          | Gr                  | TC                  | Reden               | Punten              |
| NF                  | 2                   | Roger Clark Jim Porter             | Ford Escort RS1800 Ford Motor Company Ltd. | 4                   | -                   | water pomp          | -                   |
| NF                  | 4                   | Simo Lampinen Sölve Andreasson     | Lancia Stratos HF Alitalia Lancia          | 4                   | -                   | motor               | -                   |
| NF                  | 5                   | Shekhar Mehta Mike Doughty         | Datsun 160J Shekhar Mehta                  | 4                   | -                   | motor               | -                   |
| NF                  | 6                   | Robin Ulyate Ian Street            | Lancia Stratos HF Robin Ulyate             | 4                   | -                   | motor               | -                   |
| NF                  | 8                   | Harry Källström Claes Billstam     | Datsun 160J Harry Källström                | 4                   | -                   | ongeluk             | -                   |
| NF                  | 9                   | Timo Mäkinen Henry Liddon          | Peugeot 504 V6 Coupé Automobiles Peugeot   | 4                   | -                   | motor               | -                   |
| NF                  | 11                  | Jean-Pierre Nicolas Jean Todt      | Peugeot 504 V6 Coupé Automobiles Peugeot   | 4                   | -                   | motor               | -                   |
| NF                  | 12                  | Hannu Mikkola Arne Hertz           | Peugeot 504 Automobiles Peugeot            | 4                   | -                   | distributeur        | -                   |
| NF                  | 14                  | Ari Vatanen Atso Aho               | Ford Escort RS1800 Ford Motor Company Ltd. | 4                   | -                   | aandrijfas          | -                   |
| NF                  | 18                  | Vic Preston Jr. John Lyall         | Ford Escort RS1800 Vic Preston Jr.         | 4                   | -                   | koppeling           | -                   |

Notitie:
- Tijd is niet de algehele eindtijd die over de route is gedaan, maar is eerder opgebouwd uit straftijd verzamelt bij de tijdcontroles.

### Constructeurskampioenschap
| Pos | Constructeur   | MON | SWE | POR | KEN | NZL | GRE | FIN | CAN | ITA | FRA | GBR | Pts |
| --- | -------------- | --- | --- | --- | --- | --- | --- | --- | --- | --- | --- | --- | --- |
| 1   | Fiat           | 16  | 14  | 18  |     |     |     |     |     |     |     |     | 48  |
| =   | Ford           |     | 14  | 16  | 18  |     |     |     |     |     |     |     | 48  |
| 3   | Opel           | 9   | 17  | 13  |     |     |     |     |     |     |     |     | 39  |
| 4   | Lancia         | 18  |     |     | 14  |     |     |     |     |     |     |     | 32  |
| 5   | Toyota         |     | 10  | 14  |     |     |     |     |     |     |     |     | 24  |
| 6   | Saab           |     | 18  |     |     |     |     |     |     |     |     |     | 18  |
| =   | Porsche        | 14  |     | 4   |     |     |     |     |     |     |     |     | 18  |
| 8   | Datsun         |     |     |     | 16  |     |     |     |     |     |     |     | 16  |
| 9   | Seat           | 14  |     |     |     |     |     |     |     |     |     |     | 14  |
| 10  | Mitsubishi     |     |     |     | 12  |     |     |     |     |     |     |     | 12  |
| 11  | Alpine-Renault | 10  |     |     |     |     |     |     |     |     |     |     | 10  |
| 12  | Volvo          |     | 8   |     |     |     |     |     |     |     |     |     | 8   |
| 13  | Peugeot        |     |     |     | 6   |     |     |     |     |     |     |     | 6   |
| 14  | Lada           |     | 4   |     |     |     |     |     |     |     |     |     | 4   |